# Tribologie

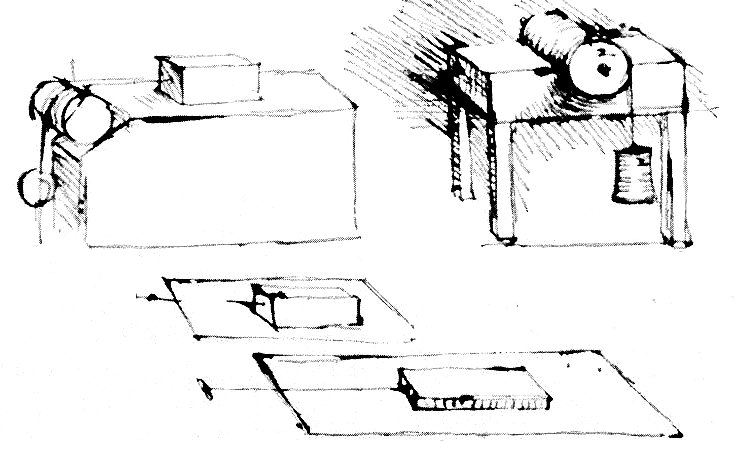
Tribologische Versuche von Leonardo da Vinci

Tribologie (Reibungslehre, von altgriechisch τρίβειν tribein „reiben, abnutzen“ und -logie) befasst sich mit der wissenschaftlichen Beschreibung von Reibung, der Berechnung und Messung von Reibungskoeffizienten, dem Verschleiß und der erforderlichen Schmierung zwischen aufeinander einwirkenden, in Relativbewegung befindlichen Oberflächen. Dies schließt auch die Entwicklung von Technologien zur Optimierung von Reibungsvorgängen ein, die sich als „wechselwirkende Oberflächen in relativer Bewegung“ oder „tribologisches System“ beschreiben lassen. Tribologie wird interdisziplinär in der Werkstoffwissenschaft, Physik, Chemie und dem Maschinenbau betrieben.

## Aufgaben
Die Tribologie untersucht Reibung, Schmierung und Verschleiß von Lagern, Führungen, Getrieben, Motoren und anderen Maschinenelementen. Neben der Entwicklung geeigneter Schmierstoffe stehen Fragen der Werkstoffauswahl, der Oberflächenbehandlung und -beschichtung und der Oberflächentopografie im Vordergrund aktueller Entwicklungen.
Neben den Fragestellungen im Maschinenbau gibt es zahlreiche weitere Gebiete, bei denen Reibung und Verschleiß von großer Bedeutung sind. So beschäftigt sich zum Beispiel die Biotribologie mit der Verbesserung von Endoprothesen oder die Geotribologie mit Verwerfungen.
Organisationen, die sich mit Tribologie befassen, sind in Deutschland der gemeinnützige Verein Gesellschaft für Tribologie (internationale Fachtagung Reibung, Schmierung und Verschleiß), in Österreich die Österreichische Tribologische Gesellschaft und in der Schweiz die Swiss Tribology. Darüber hinaus existieren Institute mit tribologischer Ausrichtung an den Universitäten in Aachen, Berlin, Clausthal, Hannover, Magdeburg und München.

## Relevanz
In einem Forschungsbericht von 1966 wurden die durch Reibung und Verschleiß entstehenden Kosten im Vereinigten Königreich mit 1,1–1,4 % des Bruttoinlandsproduktes beziffert. Daraus resultierte eine erhöhte öffentliche Wahrnehmung des Begriffs Tribologie und vermehrte Förderungen von Projekten und Vereinigungen mit Bezug zur Tribologie.
Im Jahr 2017 wurde eine Studie zum Einfluss der Tribologie auf den weltweiten Energieverbrauch, Kosten und Emissionen veröffentlicht. In der Studie wird der Energieverbrauch im Verkehrswesen, Produktion, Energiegewinnung und Bauwesen berücksichtigt. Folgendes konnte festgestellt werden:
- 23 % des weltweiten Energieverbrauches entstehen durch tribologische Kontakte. 20 % entstehen durch Reibung und 3 % durch die Wiederaufbereitung von verschlissenen Bauteilen.
- Durch die Nutzung neuer Technologien zur Reduzierung der Reibung und zum Verschleißschutz könnten Energieverluste durch Reibung und Verschleiß langfristig (15 Jahre) um 40 % und kurzfristig (8 Jahre) um 18 % reduziert werden. Dies würde kurzfristig zu jährlichen Einsparungen des Bruttoinlandsproduktes von 1,4 % führen. Langfristig könnten 8,7 % eingespart werden.
- Die größten kurzfristigen Energieeinsparungen können im Verkehrswesen (25 %) und der Energieerzeugung (20 %) vorgenommen werden. Die potenziellen Einsparungen im Bauwesen werden auf 10 % geschätzt.
- Durch den Einsatz fortschrittlicher tribologischer Technologien können die globalen Kohlendioxidemissionen um bis zu 1,46 Milliarden Tonnen Kohlendioxidäquivalent gesenkt werden. Langfristig könnten sogar 3,14 Milliarden Tonnen Kohlendioxidäquivalent eingespart werden. Kurzfristig könnten somit 450 Milliarden Euro und langfristig 970 Milliarden Euro eingespart werden.

Die steigende Nachfrage nach Energieeinsparungen führte in jüngster Zeit zu vermehrter Forschung der Supraschmierfähigkeit. Darüber hinaus erlaubt die Entwicklung neuer Materialien wie Graphenen und ionischen Flüssigkeiten grundlegend neue Ansätze zur Lösung tribologischer Probleme.

## Begriff und Einordnung
Der Begriff Tribologie wurde ab etwa 1966 in England als Fachterminus verwendet:
- Nach Peter Jost (1966): „Tribologie ist die Wissenschaft und die Technologie der aufeinander einwirkenden, in Relativbewegung befindlichen Oberflächen und der damit zusammenhängenden praktischen Vorgänge.“
- Nach DIN 50323 (Norm wurde zurückgezogen): „Tribologie ist die Wissenschaft und Technik von aufeinander einwirkenden Oberflächen in Relativbewegung. Sie umfasst das Gesamtgebiet von Reibung und Verschleiß, einschließlich Schmierung, und schließt entsprechende Grenzflächenwechselwirkungen sowohl zwischen Festkörpern als auch zwischen Festkörpern und Flüssigkeiten oder Gasen ein.“[6]
- Nach Horst Czichos (1992): „Tribologie ist ein interdisziplinäres Fachgebiet zur Optimierung mechanischer Technologien durch Verminderung reibungs- und verschleißbedingter Energie- und Stoffverluste.“[7]

Daneben wird das Feld nach folgenden Teilgebieten aufgeteilt:
- Unter Nanotribologie wird die Untersuchung der Reibung im Nanometerbereich verstanden. Dabei sind entweder spezielle Reibungseffekte in der Mikro- oder Nanotechnologie (Rasterkraftmikroskope, Festplattenköpfe etc.) oder die Untersuchung von Reibung an sich auf atomarer Ebene Forschungsgegenstand.
- Die Tribophysik ist das Teilgebiet der Tribologie, in dem strukturelle Veränderungen der Oberfläche eines Körpers untersucht werden, auf den mechanische Energie wirkt. Die Tribochemie beschäftigt sich mit den durch die Einwirkung hervorgerufenen chemischen Veränderungen.
- Die Kontaktmechanik ist mit der Berechnung von Körpern befasst, die im statischen oder dynamischen Kontakt stehen. Verwandte Disziplinen sind ferner die Oberflächenchemie und die Oberflächenphysik.

Si-wei Zhang (Chinesische Gesellschaft für Tribologie) schlug 2009 Grüne Tribologie als neues Forschungsfeld vor, das sich der Minimierung der Umwelteinflüsse von Fertigungsverfahren, aber auch der Funktionalisierung von Tribologie im Sinne globaler Nachhaltigkeitsziele widmen solle.

## Wichtige Persönlichkeiten
- Leonardo da Vinci untersuchte die Haftreibzahl an der schiefen Ebene und gilt als Begründer der modernen Tribologie.
- Sir Isaac Newton legte die Grundlagen der Viskosität und entwickelte das Konzept newtonscher Fluide.
- Guillaume Amontons untersuchte die Haftreibung und deckte erneut die Gesetze der Gleitreibung (Amontonsschen Gesetze) auf: Die Reibungskraft ist proportional der Normalkraft und unabhängig von der scheinbaren Kontaktfläche; da Vinci waren diese Gesetzmäßigkeiten schon ungefähr 200 Jahre früher bekannt.
- Charles Augustin de Coulomb schlug vor, dass der Reibwiderstand eines rollenden Rades oder Zylinders proportional zur Last und umgekehrt proportional zum Radius des Rades sei. Materialkonformitäten wurden bei der Beschreibung vernachlässigt.
- Osborne Reynolds trug maßgeblich zur Schmierfilmtheorie bei.
- Richard Stribeck entdeckte die nach ihm benannte Stribeck-Kurve, die den Reibungskoeffizienten in geschmierten Lagern beschreibt.
- Frank Philip Bowden und David Tabor verfassten 1950 das erste „moderne“ Buch zur Tribologie.